# デニス・ホッパー
デニス・リー・ホッパー（Dennis Lee Hopper、1936年5月17日 - 2010年5月29日）はアメリカの俳優、映画監督、映画プロデューサー、芸術家。

## 来歴
カンザス州ドッジシティ出身。13歳の頃、ウィリアム・シェイクスピアの演劇で複数の配役をこなしシェークスピア奨学金を得ていた。17歳でプロの劇団「ラ・ジョラ・プレイハウス」に入団し俳優としてデビューを果たした。1955年、テレビドラマ『メディック』のてんかん患者役を演じて評価されワーナー・ブラザースと契約を結んだ。
ジェームズ・ディーン主演の『理由なき反抗』及び『ジャイアンツ』に出演。
1967年『白昼の幻想』でジャック・ニコルソンを脚本、ピーター・フォンダを俳優として迎えた。
1969年にはその2人を起用して監督・脚本・主演した『イージー・ライダー』はアメリカン・ニューシネマの代表作となり、ホッパーの名前も知られるようになった。本作でカンヌ国際映画祭新人監督賞を受賞し、アカデミー脚本賞にノミネートされる。
1986年にデヴィッド・リンチが監督をした『ブルーベルベット』で復帰した。
1988年、監督作品となる『カラーズ 天使の消えた街』では、実在するストリート・ギャングをエキストラに起用して話題となり、全米週末興行収入成績第1位を記録した。
1990年『パリス・トラウト/静かなる狂気』で、実在した犯罪王パリス・トラウトを演じ、以降は性格俳優としても活躍する。
一方で、絵画や写真に関しても造詣が深く、画家として個展を開くなど精力的に活動。日本において「デニス・ホッパー写真展」が催された。
1991年に東京で行われたコム・デ・ギャルソンのファッションショーや、1995年に審査員を務めたゆうばり国際ファンタスティック映画祭などで度々来日している。また、トヨタ・セリカ(ST200系)、ツムラバスクリンなど、日本企業のCMへの出演歴もある。
2005年にはゴリラズのアルバム『Demon Days』に参加した。
2008年にフランス最高の勲章、レジオン・ド・ヌール勲章を受賞。
2010年3月にはハリウッドの殿堂入りを果たした。
2009年10月に前立腺癌であることが報じられ、さらに2010年1月には癌が骨にまで転移し末期状態であると報じられた。
2010年5月29日、カリフォルニア州の自宅にて死去。

## その他
5度の結婚をし、4人の子供がおり、4番目の妻との間に息子で俳優のヘンリー・ホッパーがいる。1996年に結婚した最後で5番目のヴィクトリアとの間には娘（ゲイレン）をもうけている。生前は共和党の党員であったが、2008年アメリカ大統領選挙では民主党のバラク・オバマを支持した。
デニス・ホッパーが2発の銃弾を撃ち込んで穴の開いた毛沢東の肖像画が、2011年1月11日、クリスティーズにて競売にかけられ、30万2500ドルで落札された。深夜に帰宅したデニス・ホッパーが、壁に掛かっていた毛沢東の肖像画（アンディ・ウォーホル作）と目が合い、驚いて銃で撃ったと言われている。後日、デニス・ホッパーが作者のウォーホルにこの絵を見せ、2人の共同制作の作品としたことで知られる。

## 出演作品

### 映画
- 理由なき反抗 Rebel Without a Cause（1955年）
- ジャイアンツ Giant（1956年）
- OK牧場の決斗 Gunfight at the O.K. Corral（1957年）
- エルダー兄弟 The Sons of Katie Elder （1965年）
- 暴力脱獄 Cool Hand Luke（1967年）
- 白昼の幻想 The Trip（1967年）
- 奴らを高く吊るせ! Hang 'Em High（1968年）
- 勇気ある追跡 True Grit（1969年）
- イージー・ライダー Easy Rider（1969年）
- ラストムービー The Last Movie（1971年）
- デニス・ホッパーの マッド・ドッグ・モーガン 賞金首 Mad Dog Morgan（1976年）
- アメリカの友人 Der Amerikanische Freund（1977年）
- 地獄の黙示録 Apocalypse Now（1979年）
- ヒューマン・ハイウェイ Human Highway（1982年）
- バイオレント・サタデー The Osterman Weekend（1983年）
- ランブルフィッシュ Rumble Fish（1983年）
- 謀殺の標的 The Inside Man（1984年） 日本未公開
- マイ・サイエンス・プロジェクト My Science Project（1985年）
- リバース・エッジ River's Edge（1986年）
- 悪魔のいけにえ2 The Texas Chainsaw Massacre 2（1986年）
- ブルーベルベット Blue Velvet（1986年）
- 勝利への旅立ち Hoosiers（1986年） アカデミー賞助演男優賞ノミネート
- アメリカン・ウェイ The American Way（1986年）
- ブラック・ウィドー Black Widow（1987年）
- ピックアップ・アーチスト The Pick-up Artist（1987年）
- ストレート・トゥ・ヘル Straight to Hell（1987年）
- ハートに火をつけて Catchfire（1989年） 監督・出演
- パリス・トラウト/静かなる狂気 PARIS TROUT（1990年）
- インディアン・ランナー The Indian Runner（1991年）
- レッドロック/裏切りの銃弾 Red Rock West（1992年）
- ハート・オブ・ジャスティス The Heart of Justice（1992年）
- ミッドナイトヒート Sunset Heat（1992年）
- ボイリング・ポイント Boiling Point（1993年）
- スーパーマリオ 魔界帝国の女神 Super Mario Bros.（1993年） 実写版・クッパ役
- トゥルー・ロマンス True Romance（1993年）
- 逃げる天使 Chasers（1994年） 監督・出演
- スピード Speed（1994年）
- 魔界世紀ハリウッド Witch Hunt（1994年）テレビ映画
- サーチ&デストロイ Search and Destroy（1995年）
- ウォーターワールド Waterworld（1995年） ゴールデンラズベリー賞最低助演男優賞
- バスキア Basquiat（1996年）
- スペース・トラッカー Space Truckers（1997年） 主演
- エドtv Edtv（1998年）
- ビートニク The Source（1999年）
- コールド・クロス Michael Angel（2000年）
- 沈黙のテロリスト Ticker（2001年）
- ザ・ターゲット The Piano Player（2002年）
- レオポルド・ブルームへの手紙 Leo（2002年）
- ノックアラウンド・ガイズ Knockaround Guys（2002年）
- ザ・キーパー 監禁 The Keeper（2004年）
- ランド・オブ・ザ・デッド Land of the Dead（2005年）
- スケッチ・オブ・フランク・ゲーリー Sketches of Frank Gehry（2005年）
- アメリカーノAMERICANO（2005年）
- テキサス・チェーンキラー ビギニング Hoboken Hollow（2006年）
- 狼の街 10TH & WOLF（2006年）
- メモリー 〜殺戮のビジョン〜 Memory（2006年）
- ヘルライド Hell Ride（2008年）
- Sleepwalking（2008年） 日本未公開
- エレジー Elegy（2008年）
- ケビン・コスナー チョイス! Swing Vote（2008年） 日本未公開
- パレルモ・シューティング Palermo Shooting（2008年）
- 最終突撃取材計画! An American Carole（2008年）
- アルファ・アンド・オメガ Alpha and Omega（2010年） アニメ映画、声の出演
- The Other Side of the Wind（2015年） オーソン・ウェルズの幻の遺作
- デニス・ホッパー/狂気の旅路 Along for the Ride（2016年）

### テレビ
- ミステリーゾーン The Twilight Zone（1963年） 第4シーズン・第4話（通算106話）「暗闇の男」"He's Alive"
- キング・オブ・ザ・ヒル King of the Hill（1997年） アニメ作品、ゲストとして声の出演
- 24 -TWENTY FOUR- 24（2001年 - 2002年）シーズン1 ヴィクター・ドレーゼン役
- crash クラッシュ crash（2008年 - 2009年） レギュラー

### ゲーム
- Grand Theft Auto: Vice City（2002年） スティーブ・スコット役、声の出演
- Deadly Creatures（2009年） Wiiのアクションゲーム、声の出演

### 著作
- Dennis Hopper: Abstract Reality（1998年、光琳社出版）ISBN 4771303371

## 監督作品
- イージー・ライダー Easy Rider （1969年）
- ラストムービー The Last Movie （1971年）
- アウト・オブ・ブルー Out of the Blue （1980年）
- カラーズ 天使の消えた街 Colors （1988年）
- ハートに火をつけて Catchfire （1989年）
- バックトラック Backtrack （1989年） ※日本公開は1995年。
- ホット・スポット The Hot Spot （1990年）
- 逃げる天使 Chasers （1994年）
- Homeless （2000年）

自身の監督作『ハートに火をつけて』を無断で編集した製作会社と対立し、監督名のクレジットを拒否したため、作品はアラン・スミシーの監督名義で完成している。その後、同作品のオリジナル・バージョンはデニス・ホッパーの監督名義に改め、『バックトラック』として日本公開された。

## 関連書籍
- 「デニス・ホッパー ― 生き残った男の伝説」 （シネアルバム：芳賀書店、1996年）ISBN 4826101317
- 「デニス・ホッパー ― 狂気からの帰還」 エレナ・ロドリゲス、綾部修訳 （白夜書房、1989年）ISBN 4893671375
- 「銀星倶楽部13．特集デニス・ホッパー」（ペヨトル工房、1989年）ISBN 4893421026
- 「『イージー・ライダー』伝説 ピーター・フォンダとデニス・ホッパー」 谷川建司、〈リュミエール叢書26〉筑摩書房、1996年